# Felnémet (település)
Felnémet Eger városrésze 1961 óta. 1971-ben a város központi belterületéhez is hozzácsatolták.

## Földrajzi helyzete
Heves vármegyében, a Bükk-vidék nyugati részén fekszik, az Eger-patak, a Berva és a Tárkányi-patak összefolyásánál, Egertől északra. A 2000-es években ténylegesen össze is épült Felnémet és Eger az egri Nagylapos beépülésével. A városrész a 25-ös főút mentén található; központjából Felsőtárkányon át Miskolc is elérhető a 2505-ös közúton. Utóbbiból ágazik ki az itteni vasútállomást kiszolgáló 25 302-es számú mellékút, valamint a Bervai-lakótelepre és a Felnémettől északra fekvő ipartelepek felé vezető 25 103-as út is. A főutcát a központtól Egerbe 2×2 sávosra bővítették.

## Története
Határában található a felnémeti vár.

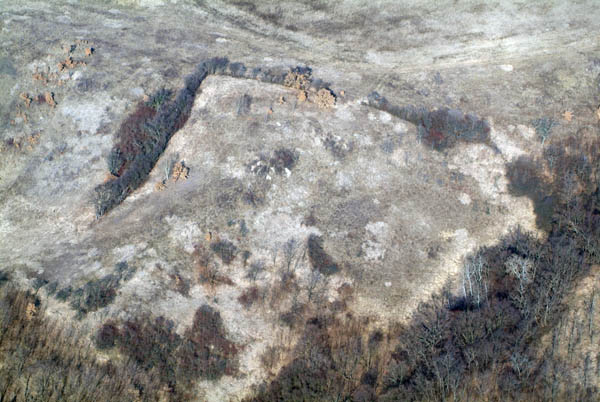
A felnémeti földvár

## Természetvédelem
Határában a Bükki Nemzeti Park erdőségei találhatóak. A Nemzeti Park székhelye is itt található a régi plébánia épületében együtt a Magyar Madártani és Természetvédelmi Egyesület Bükki helyi csoportja irodájával.

## Iskolák
Korábban az általános iskolája a főúton volt. Amikor kicsinek bizonyult, akkor a város áttelepítette és gimnáziumi osztályokkal bővítette. Ekkortól a Pásztorvölgyi Általános Iskola és Gimnáziumnak hívják. A Berva lakótelepen volt a Berva Finomszerelvénygyár RT. óvodája, ez ma önkormányzati kezelésben áll.

## Ipara
A Berva-völgyben található az Omya kőbányája, valamint Berva Rt. is, bár az már Felsőtárkány földjén épült fel, de a lakótelepei és szociális épületei Felnémeten vannak, és onnan is közelíthető meg. 2011-ig fűrészüzem is működött a vasútállomás mellett. Az üzemek teherforgalmát vasúton korábban a Felsőtárkányi Állami Erdei Vasút szolgálta ki amelynek állomása is volt itt, de a kisvasút itteni szakaszai már megszűntek. A vasúti szállítás ma már kizárólag az Füzesabony–Putnok-vasútvonalon és az iparvágányokon zajlik.

## Közlekedése
A Volánbusz helyi járatai közül a 3-as, 4-es, 11-es, 14-es, 14E, 16-os, 914-es és 3405-ös számú járatai járnak a településre, valamint egyéb helyközi vonalak is érintik.
A MÁV-nak két megállója is van a településenː Eger-Felnémet vasútállomás, illetve a falutól északra Almár mh.. A vasút az Füzesabony–Putnok-vasútvonalhoz kapcsolódó Füzesabony–Putnok-vasútvonalon Eger-Szilvásvárad között egy szóló Bzmot motorkocsit közlekedtet (a vonal tovább nem járható). Kővel megrakodott tehervonatok a bányából járnak.
Kerékpárút húzódik a felsőtárkányi kisvasút helyén az út bal oldalán a tárkányi fűtőházig. A Berva-völgyön keresztül kerékpáros turistaútvonal húzódik a Bükk belseje felé.
Hajdan két kisvasútja is volt. Az egyik, a Szarvaskői bányavasút az államosítás után Egri Úttörővasút néven próbált túlélni, majd teljesen megszűnt, a felsőtárkányi még üzemel, de már nem jár idáig.

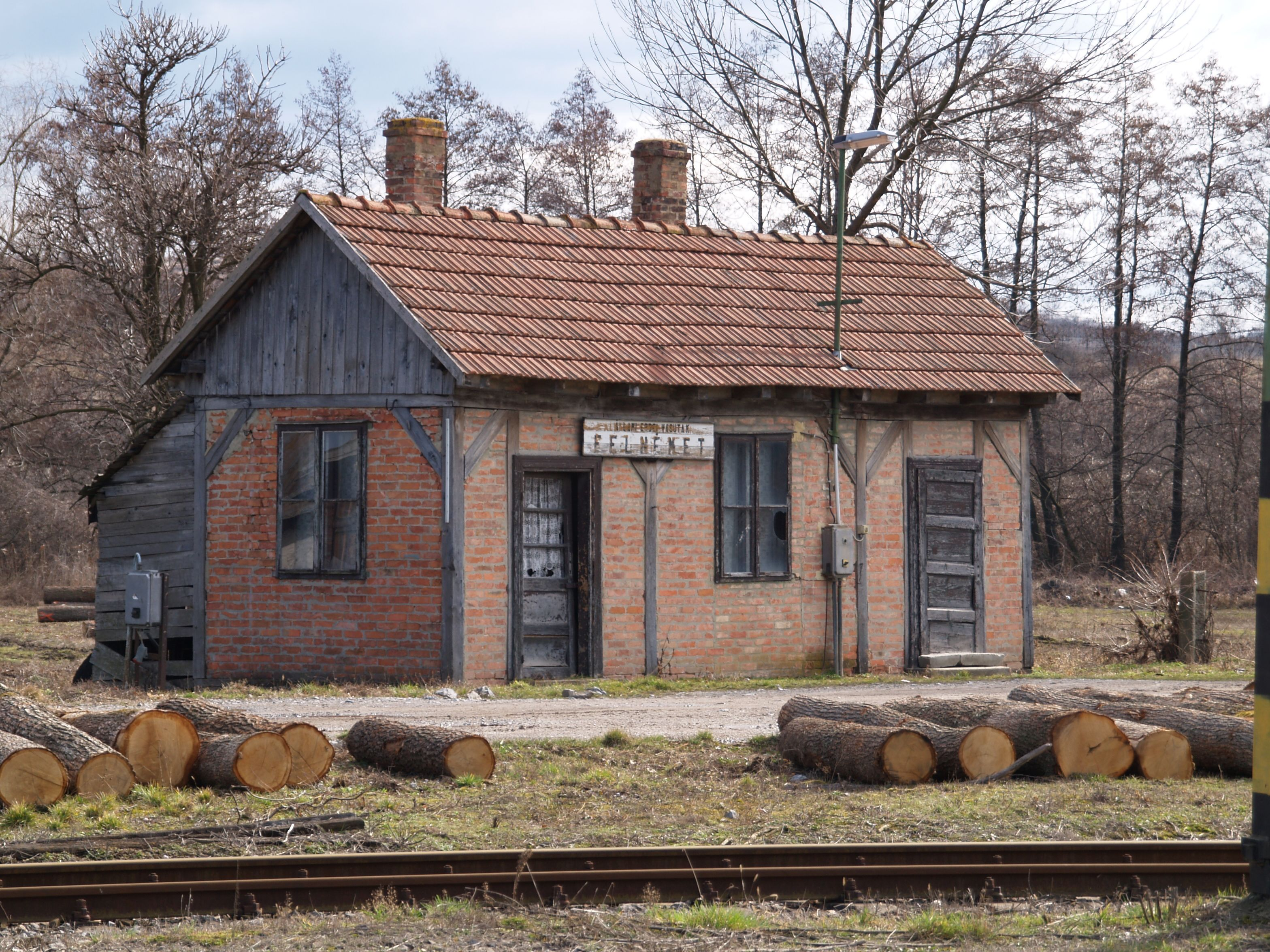
Felnémet, egykori FÁEV állomás

## Kultúra
A Berva-völgyben található a Cserkészpark és a Bagolyvár Cserkészház.

## Híres felnémetiek

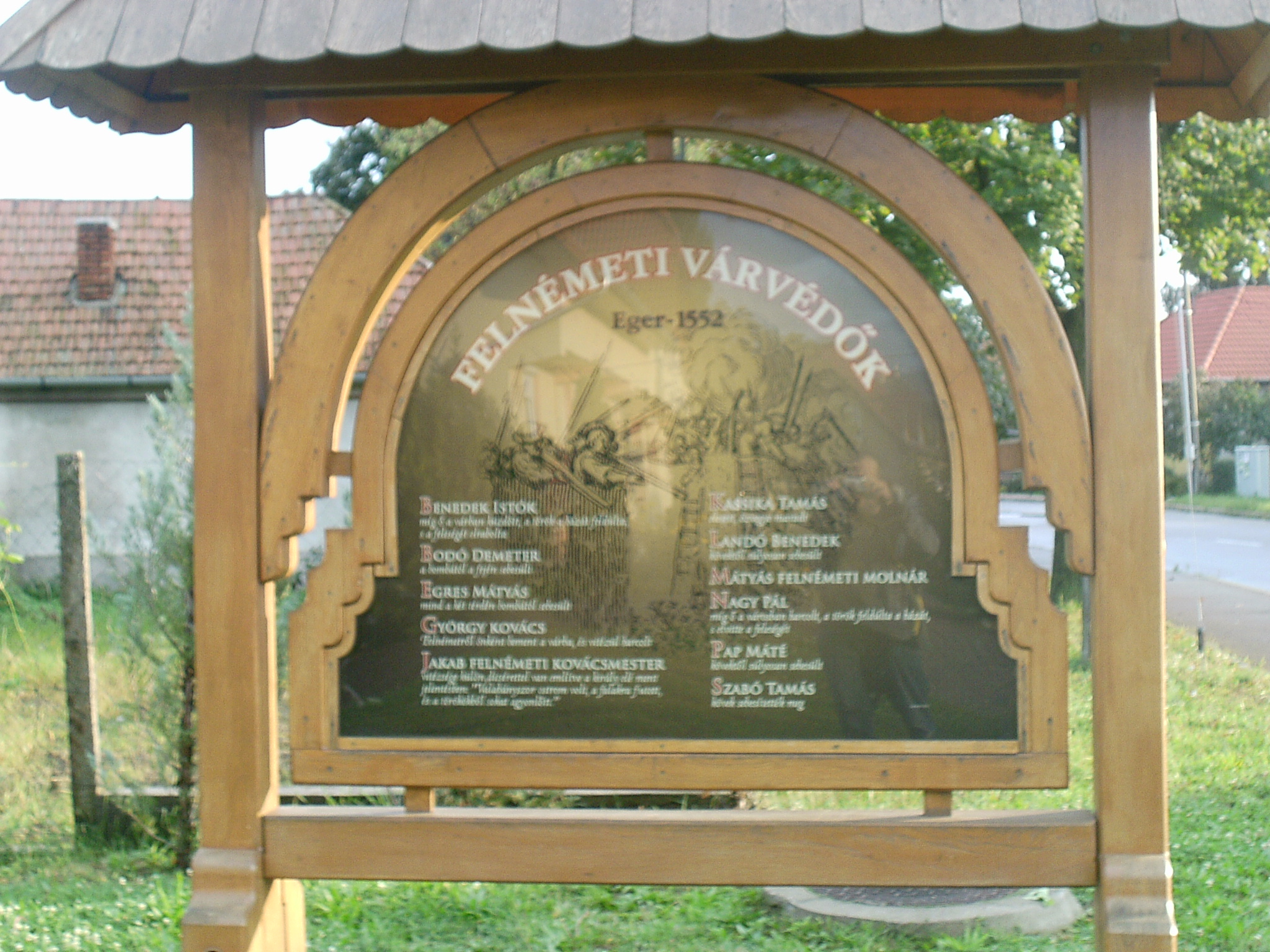
Az egri vár felnémeti védőinek névsora

- Itt született Kiss Alajos (1857–1929) festőművész.
- Itt lakott Kozso (Kocsor Zsolt) zenész.
- Itt született Rázsi András, a Bandi a Hegyen című főzős műsor szakácsa.
- Sokáig itt élt Sior néven alkotó festőművész, Fekete Valér.

## Nevezetességei
- római katolikus Szent Rozália plébániatemplom.
- Almáron pálos kolostor romjai

## A városrész az irodalomban
- Felnémet az egyik, érintőlegesen említett helyszíne Mattyasovszky Jenő Hód bemutatkozik, illetve Hód és a rémült kísértet című bűnügyi regényeinek.